# Ratpenat escuat gris
El ratpenat escuat gris (Rhinophylla pumilio) és una espècie de ratpenat que viu a Bolívia, el Brasil, Colòmbia, l'Equador, la Guaiana Francesa, Guyana, el Perú, Surinam i Veneçuela.